# Paula Dehmel

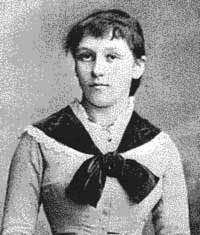
Fotografie Paula Dehmels in jungen Jahren

Paula Dehmel um 1912

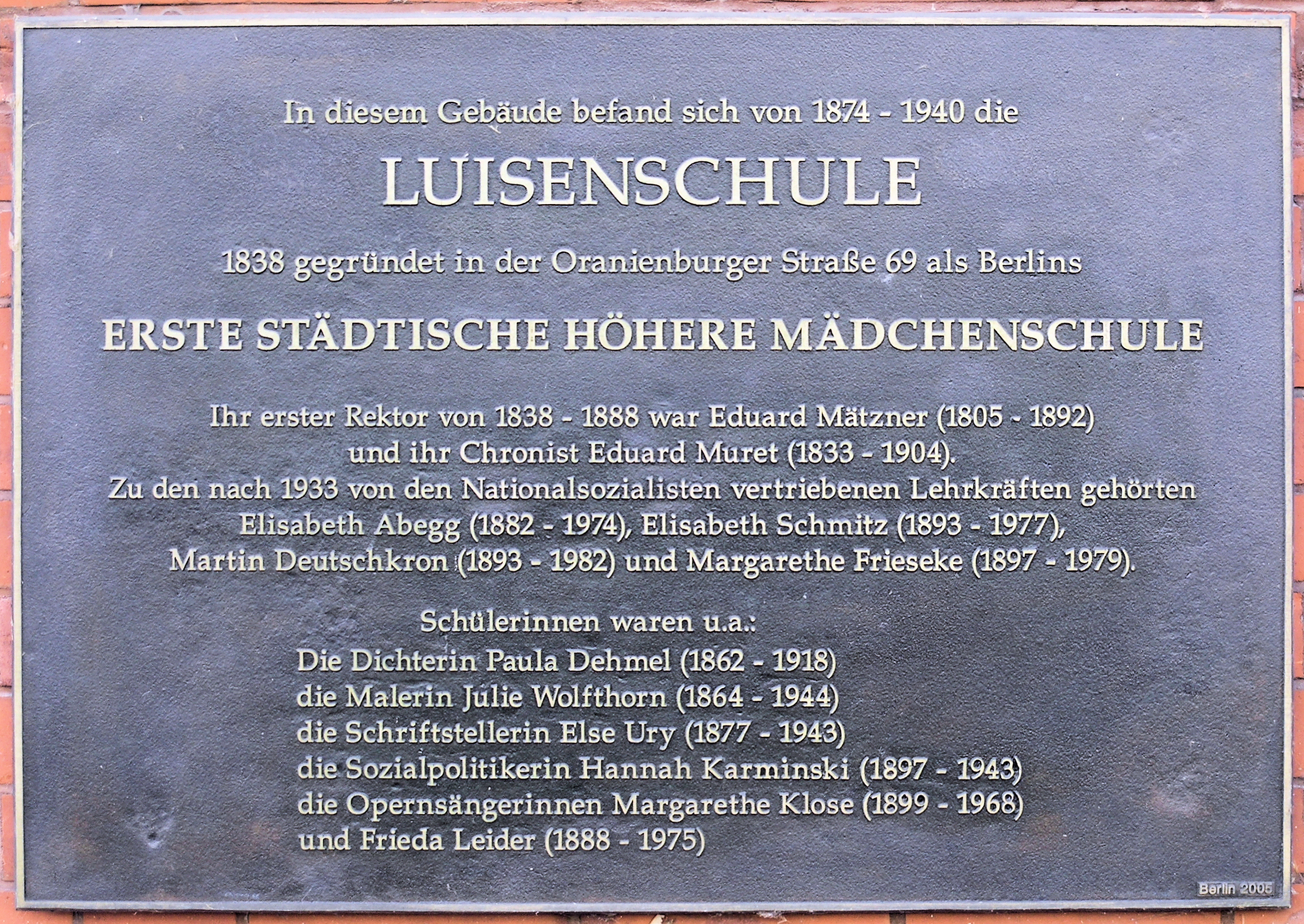
Gedenktafel am Haus Ziegelstraße 12, in Berlin-Mitte

Paula Dehmel (* 31. Dezember 1862 in Berlin als Pauline Oppenheimer; † 8. Juli 1918 in Steglitz b. Berlin) war eine deutsche Schriftstellerin. Sie schrieb Gedichte und Märchen für Kinder. Sie war eine Schwester von Franz Oppenheimer und von 1889 bis 1900 mit dem Dichter Richard Dehmel verheiratet.

## Leben
Ihre Eltern waren Antonia Oppenheimer, geb. Davidsohn (1837–1910) und Julius Oppenheimer (1827–1909), ein Prediger und Lehrer am Tempel der Berliner jüdischen Reformgemeinde. Sie wuchs gemeinsam mit ihren Geschwistern Franz (1864–1943), Lise (1866–1964) und Carl (1874–1941) auf. Spätestens seit 1886 nannte sie sich Paula.
Über ihren Bruder Franz lernte sie 1886 Richard Dehmel kennen. Sie heirateten am 4. Mai 1889. Aus der Ehe gingen drei Kinder hervor: Veradetta (1890–1979), Heinz Peter (Heinrich) (1891–1932), späterer Arzt und Buchautor, sowie Liselotte (1897–1990). Ihr Mann verliebte sich gegen August 1892 in Paulas Freundin Hedwig Lachmann, eine Dichterin und Übersetzerin, welche jedoch eine von Richard vorgeschlagene „Dreierbeziehung“ ablehnte. 1895 trat Richard in eine nähere Bekanntschaft zu Ida Auerbach, seiner späteren zweiten Ehefrau. Von Mitte 1898 bis April 1899 lebten Paula, Ida und Richard in Pankow in der Parkstraße in einer Ehe zu dritt. Ida wohnte im Nachbarhaus. Im Mai 1899 trennte sich Paula von Richard und Ida, die ohnehin auf gemeinsamen Reisen waren, und blieb mit den Kindern zunächst weiterhin in Pankow.
Die ersten Gedichte von Paula und Richard Dehmel entstanden im alltäglichen Umgang und in der Beschäftigung mit ihren kleinen Kindern Vera und Heinz Peter. Diese Gedichte widerspiegelten in einfachen Worten und kurzen Reimen die Entdeckung des eigenen Ichs aus der Sicht eines Kindes und seine unmittelbare Erlebnis- und Fantasiewelt während des Tages im Haus oder im Garten. Zugleich gab es in der Zeit um 1900 reformpädagogische Bestrebungen zur Erneuerung der Kinder- und Jugendliteratur mit der Forderung nach einer „Dichtung von Kinde aus“, was insbesondere Richard Dehmel veranlasste, bereits um 1895 für die im familiären Kreis entstandenen Gedichte und kürzere Geschichten nach Veröffentlichungsmöglichkeiten zu suchen. Abdrucke einzelner Gedichte und Geschichten erfolgten 1894 in der Zeitschrift Die Gesellschaft, 1897 in der Zeitschrift Jugend, 1898 in Ver Sacrum und 1899 in PAN.
1899, also erst nach der Trennung Paulas von Richard Dehmel, ergab sich die Möglichkeit, das zuvor gemeinsam geplante Kinderbuch Fitzebutze in das Verlagsprogramm des Insel-Verlags aufnehmen zu lassen. Richard Dehmel schrieb als Anmerkung zum an Paula übersandten Verlagsvertrag: „Durch § I bleibt übrigens Dir wie mir das Recht vorbehalten, die 25 Gedichte später einmal zwischen uns zu teilen. … Wir müssen dann eben miteinander ausmachen, welche von den gemeinsam verfassten Einzelgedichten vor der sogenannten Nachwelt unter Deinem Namen, und welche unter dem meinen gehen sollen. Nun, wie gesagt, dies Tauschgeschäft können wir ‚später einmal‘ wol mündlich erledigen.“
Im September des darauffolgenden Jahres wies Paula Dehmel in einem Brief Richard Dehmel energisch darauf hin, dass ihr Name in der Ankündigung des Kinderbuchs Fitzebutze vom Insel-Verlag nicht erwähnt worden war und so bei Erscheinen des Buches vermutet werden könnte „ich hätte mich in den Rockfalten meines berühmten Gatten in die Litteratur hineinstehlen wollen.“ Richard Dehmel hatte diese Unkorrektheit zuvor bereits beim Insel-Verlag reklamiert, entgegnete Paula jedoch auch: „An den ‚Rockschößen Deines berühmten Gatten‘ wirst Du freilich wol trotzdem hängen bleiben, zumal Du selber Dich beharrlich daran festhältst.“ Unmittelbar danach willigte Paula Dehmel in die Scheidung ein und veranlasste die rechtlich erforderlichen Schritte.
Im November 1900 erschien im Insel-Verlag bei Schuster & Loeffler das Kinderbuch Fitzebutze als gemeinschaftliches Werk von Paula und Richard Dehmel.
Die Ehe von Paula und Richard Dehmel wurde am 23. Juli 1901 geschieden. Paula wohnte mit ihren Kindern vorübergehend in Grunewald, zog später nach Wilmersdorf und einige Jahre danach nach Steglitz. Mit Richard Dehmel, der anfangs in Heidelberg, später in Blankenese wohnte, blieb sie in stetem Briefwechsel, in dem insbesondere der Gedankenaustausch zur schriftstellerischen Arbeit, aber auch das Leben ihrer Kinder im Mittelpunkt standen. Zunächst arbeitete sie an Gedichten für das von ihr geplante Kinderbuch Rumpumpel und verfasste Geschichten und Märchen. Die dazugehörigen Manuskripte schickte sie Ende März 1901 auch an Richard Dehmel. Richard Dehmels umfangreiche Anmerkungen und Korrekturvorschläge nahm sie zwar dankend entgegen, folgte aber nur einigen seiner Vorschläge, „weil ich mich von nun an nach meinem innern Urteil richte.“ und achtete auch in der Folgezeit zunehmend auf die Anerkennung ihrer eigenständigen Arbeit als Dichterin.
Im Dezember 1901 erbat Richard Dehmel die Mitarbeit Paula Dehmels für ein neues Sammelbuch für Kinder. Auch andere Verlage hatten bei ihr bereits Anfragen nach neuen Gedichten und Märchen gestellt. Sie teilte Richard Dehmel mit: „… soviel Märchen und Kindergedichte giebts ja gar nicht, wie man jetzt von mir haben will.“ Gleichzeitig verteidigte sie ihre Arbeiten: „Aber wenn Du auch R. D. bist – mein Feuermännchen laß ich mir nicht ‚sentimental‘ schimpfen! Zum Teufel!“
Später schickte sie ihm weitere Arbeiten für das neue Sammelbuch und erste Entwürfe zu Singine. Auf Richard Dehmels zahlreiche Einwände und Korrekturvorschläge zu diesen Manuskripten antwortete sie: „Du musst nun schon meine kleinen künstlerischen Erzeugnisse nehmen, wie sie sind – mir gefallen sie … Ich habe überhaupt Niemand nachgemacht; ich wollte recht einfache, für Kinder unmittelbar verständliche Sätze bilden, die sie ohne Mühe nacherzählen können und bemühte mich zu gleicher Zeit gutes Deutsch zu schreiben, und da kam diese, wie ich zu meiner eigenen Freude fand, frische Erzählerart zustande. … Du mußt doch auch bedenken, daß Du, wenn ich nun auch Deinen Namen führe, nicht künstlerisch verantwortlich für das bist, was ich schreibe. … jetzt, wo ich mich persönlich selbständig und frei von Autoritätsglauben fühle, kommt auch ein künstlerisches Eigenbedürfnis stark zum Leben und drängt mich einfach von Dir los!“

Wittewoll schlafen. Den Text zu diesem Kinderlied veröffentlichte Paula Dehmel erstmals in ihrem Buch Rumpumpel.

1903 erschien Rumpumpel als erstes eigenständiges Werk von Paula Dehmel. Es wurde eines der bekanntesten Bücher für junge Mütter und ihre Kleinsten. 1904 folgte die von Richard Dehmel herausgegebene Sammlung Der Buntscheck, an der mehrere Autoren beteiligt waren, darunter auch Paula Dehmel als namentlich genannte Autorin.
Sowohl Fitzebutze als auch Der Buntscheck hatten nicht den von Richard Dehmel erhofften Markterfolg. 1905 stellte er in einem kurzen Brief an Paul Scheerbart fest: „Bei mir hat’s wirklich ausgekindert. Ich fühl’s mit dem berühmten Leithammel-Instinkt, daß das Feld abgegrast ist.“
Paula Dehmel schrieb weiterhin Kinderlyrik, Geschichten und Märchen. Erich Mühsam urteilte bereits 1906 über Paula Dehmel im 1906 erschienenen Führer durch die modernen Literatur: „Eine ausgezeichnete Kinderdichterin. Richard Dehmel gab in Gemeinschaft mit ihr … »Fitzebutze« heraus; doch muß, weil nicht allgemein bekannt, hervorgehoben werden, daß in dieser Sammlung die Mehrzahl der Beiträge und zudem die besten und wirksamsten der Gedichtchen von Paula Dehmel herrühren. Sie weiß Töne anzuschlagen, die in der Seele der kleinen Kinder wiederklingen, indem sie mit dem Kinde in dessen eigener, unbeholfener Sprache lallt und die Sprache ins Kindlich-Lispelnde übersetzt. Wieviel mehr sie in dieser durchaus nicht zu unterschätzenden Kinderkunst als Pädagoge und als Spielkamerad der Kleinen leistet als Richard Dehmel, wird ersichtlich, wenn man den neuerdings von ihr allein verfaßten »Rumpumpel« betrachtet oder im »Buntscheck«, in dem sie ihre Beiträge namentlich unterzeichnet, , diese mit denen des »Zwei Menschen«-Dichters vergleicht.“
Es folgten weitere Bücher Paula Dehmels mit Kinderlyrik und neuen Geschichten und Märchen. So wurden 1907 Das grüne Haus und 1912 Auf der bunten Wiese veröffentlicht, für das ihr Richard Dehmel bereits nach seiner Durchsicht des Manuskriptes Erfolg gewünscht hatte.
Ab 1912 arbeitete sie als Herausgeberin für Meidingers Kinderkalender. Außerdem übersetzte sie Helenes Kinderchen und anderer Leute Kinder von John Habberton aus dem Englischen ins Deutsche. Das Buch wurde 1913 beim Josef Singer Verlag veröffentlicht.
Ab 1916 nahm Meidingers Jugendschriften Verlag Einsparungen vor und Paula musste die Honorarzahlungen für Beiträge der Mitautoren selbst aufbringen. Sie hatte dennoch viel Freude an dieser Arbeit, war aber gezwungen, in Steglitz in eine kleinere Wohnung umzuziehen. Diese Herausgebertätigkeit setzte sie bis 1917 zur Kalenderausgabe für das Jahr 1918 fort.
In den Kriegsjahren wurde das freundschaftliche Verhältnis zu Richard Dehmel herzlicher. Die Freundschaft schloss – seit der im April 1899 erfolgten Trennung – erstmals wieder Richard Dehmels zweite Frau Ida ein, die nun auch von Paula stets Frau Isi genannt wurde. Überdies erbat Paula von Richard Dehmel Rat zu anstehenden Honorarverträgen. Auch seine Änderungsvorschläge zu ihrem Singine-Manuskript nahm sie dankbar auf.
Paula Dehmel war unter anderem mit Else Lasker-Schüler, Otto Julius Bierbaum, Arno Holz, Johannes Schlaf und Gustav Kühl bekannt. In ihren letzten Lebensjahren erkrankte Paula Dehmel sehr oft und fühlte sich zunehmend geschwächter. Sie starb am 8. Juli 1918 im Alter von 55 Jahren.
Richard Dehmel gab nach ihrem Tod die Gedichtsammlung Das liebe Nest (1919) und auch Singinens Geschichten (1921) als eigenständige Werke Paula Dehmels heraus. Bis heute erschienen zahlreiche Bücher mit Werken von Paula Dehmel, insbesondere mit den für Kleinst- und Kleinkinder geschriebenen Gedichten, die auch mehrmals vertont wurden. Z. B. edierte 1977 der Kinderbuchverlag Berlin Kinderküche mit Illustrationen von Linde Detlefsen.

## Werke
- Mit Richard Dehmel: Fitzebutze. Kindergedichte. Mit Bildern von Ernst Kreidolf. Insel, Frankfurt/M. 1900.
Neudruck Insel, Frankfurt/M. 1976.
- Rumpumpel. Ein Buch für junge Mütter und ihre Kleinsten. Mit Bildern von Karl Hofer. Schaffstein, Köln 1903
Neudruck Agora-Verlag, Berlin/Darmstadt 1978, ISBN 3-87008-085-X.
- Der Buntscheck. Ein Sammelbuch herzhafter Kunst für Ohr und Auge deutscher Kinder. Hrsg. von Richard Dehmel. Illustrationen von Karl Hofer. Schaffstein, Köln 1904
Neudruck Edition Leipzig, Leipzig 1985.
- Das grüne Haus. Märchen, Geschichten und ein Neujahrsspiel. Schaffstein, Köln 1907.
- Auf der bunten Wiese. Kindergedichte. Mit bunten Bildern von Else Wenz-Viëtor. Hahn, Leipzig 1912.
Neudruck Edition Leipzig, Leipzig 1988, ISBN 3-361-00104-8.
- Mit Lina Sommer: Gig-gag! Schnick-Schnack! Kindergedichte. Bilder von Else Wenz-Viëtor. Hahn, Leipzig 1914.
- Zwiesprach der Geister. Lyrisches Trost- und Festspiel. Callwey, München 1916 (Schriftenreihe Der Schatzgräber; Bd. 106).
- Das liebe Nest. Gesammelte Kindergedichte. Hrsg. von Richard Dehmel mit Zeichnungen von Hans Thoma. E. A. Seemann, Leipzig 1919.
E-Book bei Projekt Gutenberg
- Das Liebe Nest im Projekt Gutenberg-DE Hrsg. von Richard Dehmel. E. A. Seemann, Leipzig 1919, ohne Zeichnungen.
- Singinens Geschichten. Märchen. Hrsg. von Richard Dehmel. Einband, Titelvignetten und Druckanordnung von Georg Alexander Mathéy. E. A. Seemann, Leipzig 1921.

Als Übersetzerin:
- John Habberton: Helenes Kinderchen und anderer Leute Kinder. Neu übertragen von Paula Dehmel. Josef Singer, Straßburg/Leipzig 1913.

Als Herausgeberin:
- Meidingers Kinderkalender. Meidinger, Berlin 1911–1932; herausgegeben von Paula Dehmel in den Jahren 1913 bis 1918.